# Litoradlice
Litoradlice jsou malá vesnice, část obce Temelín v okrese České Budějovice v Jihočeském kraji. Nachází se asi 5,5 kilometru východně od Temelína. Litoradlice jsou také název katastrálního území o rozloze 10,78 km².

## Název
Jméno vsi je odvozeno od osobního jména Ĺutorad. Ves se původě jmenovala Ĺutoradice. V roce 1467 je uváděna jako Litoradice a v roce 1553 jako Litoradlicze.

## Historie
Archeologické nálezy dokládají, že Litoradlice byly osídleny již v pravěku. Nálezy pocházejí z doby bronzové a železné. Při kopání základů pro bývalou školu byly nalezeny žárové hroby s množstvím bronzových spon, spirálových náramků, jehlic a hrotů z kopí. Při výkopu za školou byla nalezena stradonická keramika.
První písemná zmínka o Litoradlicích pochází z roku 1440. V 15. a 16. století Litoradlice měnily často majitele, náležely k církevnímu majetku, k panství Rožmberků, Divčických ze Sudoměře, Malovců z Malovic na Dřítni. V roce 1623 připadly Litoradlice, jako součást dříteňského zboží, Baltazaru de Marradasovi. V berní rule roku 1654 byly Litoradlice zapsány k panství Hluboká a tam setrvaly až do roku 1849. Bylo zde sídlo schwarzenberského polesí Litoradlice.

V roce 1904 bylo zahájeno vyučování ve zdejší škole (do roku 1922 byla tato škola vedená jako pobočka školy ve Křtěnově); škola byla zrušena (pro nedostatek žáků) v roce 1963. V roce 1923 byl ve vsi založen sbor dobrovolných hasičů. Působil zde ochotnický divadelní spolek Tyl (od roku 1926).

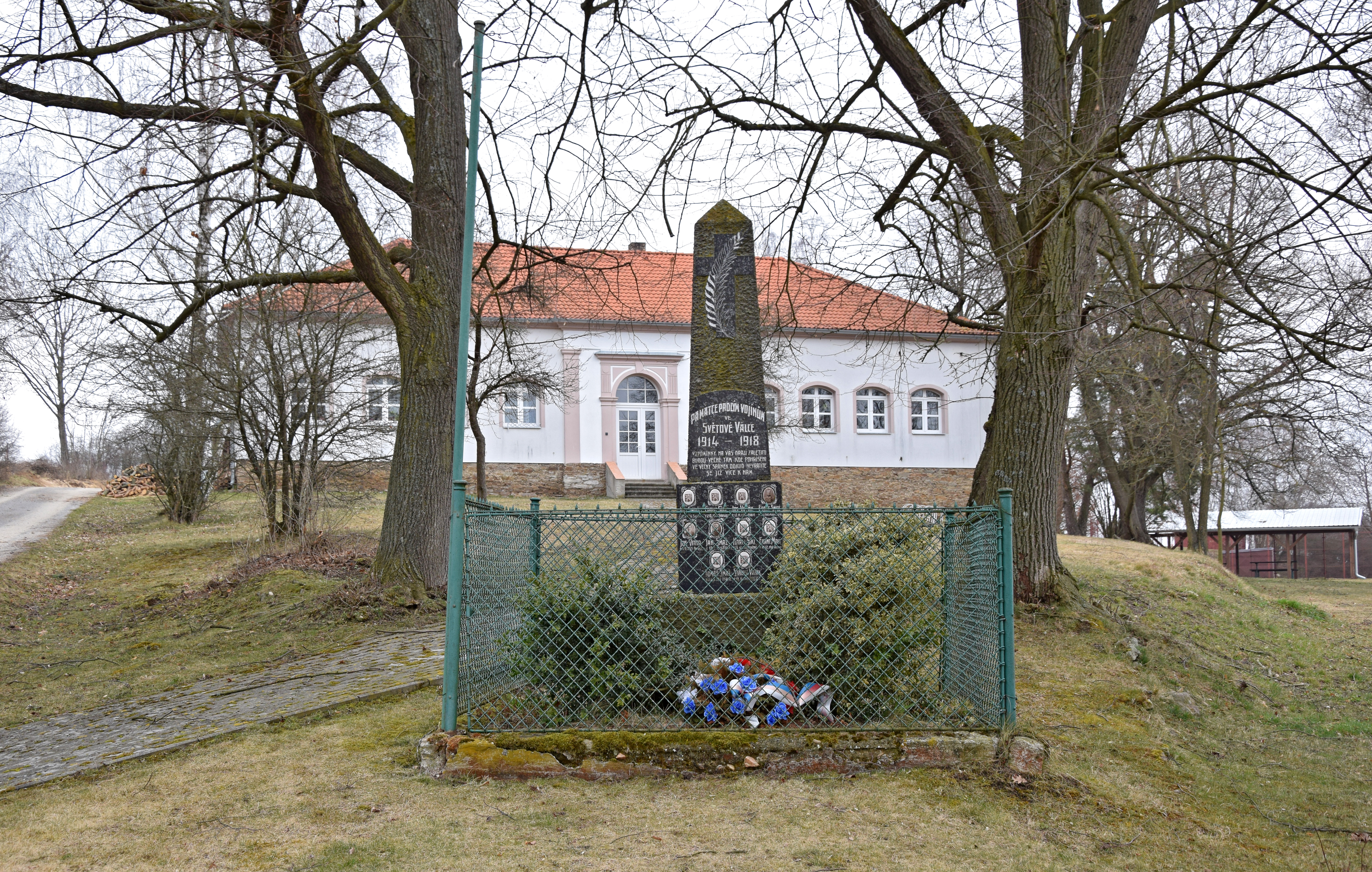
Památník padlých

Dne 22. srpna 1920 byl v Litoradlicích odhalen pomník padlých v první světové válce, na kterém jsou uvedena jména deseti zdejších rodáků.
V roce 1956 zde bylo založeno jednotné zemědělské družstvo (JZD), které bylo v roce 1971 sloučeno s JZD Březí. V roce 1958 byl v litoradlickém katastrálním území zřízen vojenský výcvikový prostor – tankodrom (byl zrušen v roce 1990). V roce 1972 se zde ukázky výcviku vltavotýnské tankové jednotky zúčastnil president Ludvík Svoboda. V letech 1997 a 1998 pozemky někdejšího vojenského cvičiště koupila obec Temelín a část pozemků zalesnila

### Zánik okolních obcí
V letech 1985–1989 v souvislosti s výstavbou Jaderné elektrárny Temelín a Vodního díla Hněvkovice zanikly okolní vsi Buzkov, Březí, Jaroslavice, Knín, Křtěnov, Podhájí, Temelínec, část Purkarce a samoty Pardovice a U Bočků.

## Přírodní poměry

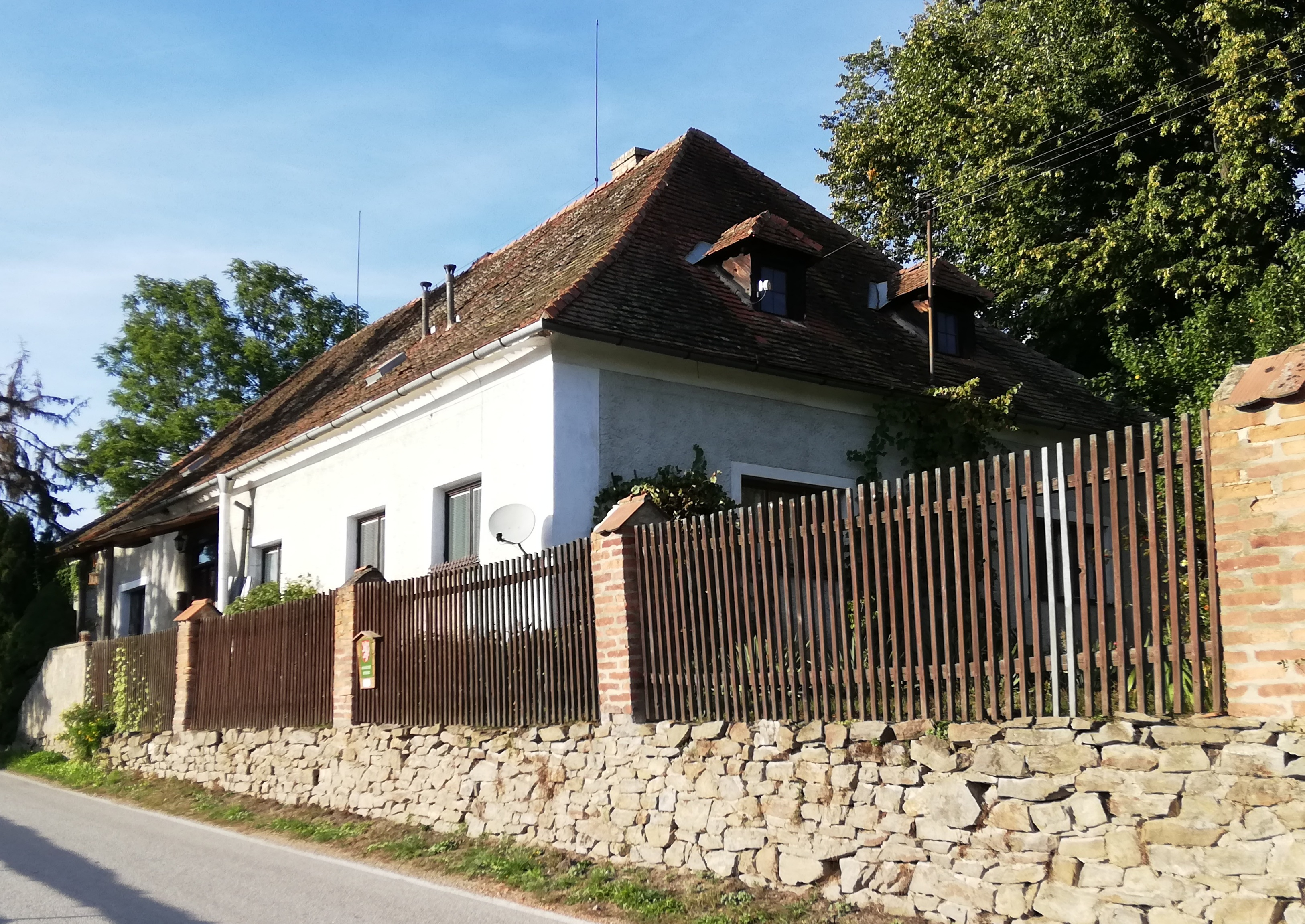
Myslivna (rodný dům A. Rodlera)

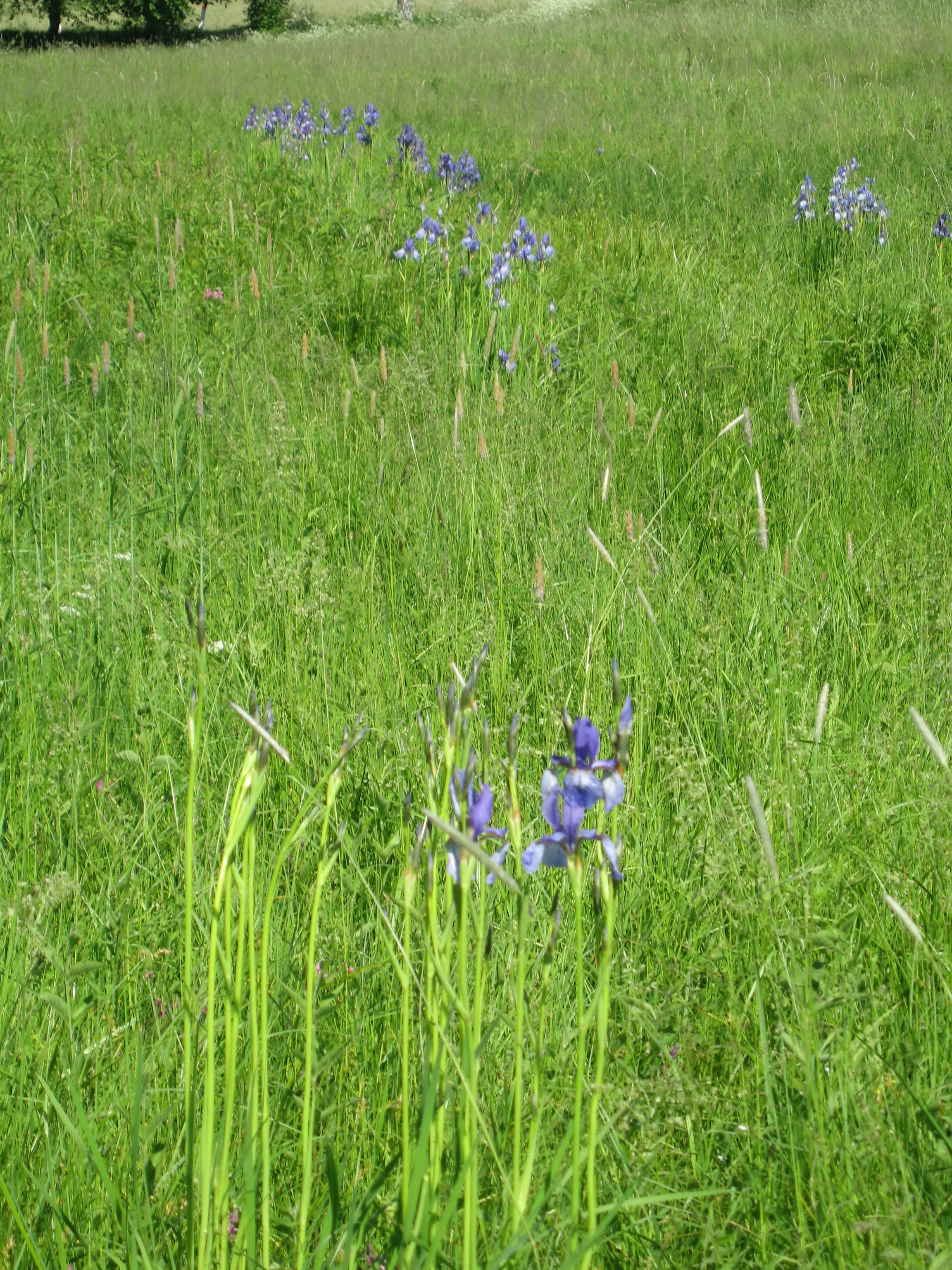
Lokalita s kosatcem sibiřským

Litoradlice leží v Táborské pahorkatině na svahu nad potokem Hradní strouha. Vpravo od silnice III/12221 z Jeznice do Litoradlic roste kosatec sibiřský. Rostliny sem byly přeneseny při záchranném přenosu vybraných rostlinných druhů ze zátopové oblasti vodního díla Hněvkovice.

### Regionální biocentra
V litoradlickém katastrálním území jsou dvě regionální biocentra, vložená do nadregionálních biokoridorů, v rámci územního systému ekologické stability na území Jihočeského kraje, a to Janoch (488 metrů) a Velký les.

### Památný strom
Ve dvoře myslivny roste dvacet metrů vysoká lípa malolistá (litoradlická lípa).

## Obyvatelstvo
| Rok            | 1869 | 1880 | 1890 | 1900 | 1910 | 1921 | 1930 | 1950 | 1961 | 1970 | 1980 | 1991 | 2001 | 2011 | 2021 |
| -------------- | ---- | ---- | ---- | ---- | ---- | ---- | ---- | ---- | ---- | ---- | ---- | ---- | ---- | ---- | ---- |
| Počet obyvatel | 193  | 206  | 193  | 186  | 197  | 185  | 173  | 127  | 105  | 104  | 88   | 53   | 45   | 55   | 49   |
| Počet domů     | 23   | 24   | 25   | 25   | 29   | 30   | 31   | 30   | 27   | 23   | 27   | 26   | 27   | 29   | 30   |

Přelidněnost na přelomu 19. a 20. století řešili někteří obyvatelé emigrací do Ameriky.

## Obecní správa
Při sčítání lidu v letech 1850–1943 Litoradlice byly samostatnou obcí, se kterým patřily nejprve do okresu Budějovice, ale v letech 1880–1943 v okrese Týn nad Vltavou. V letech 1943–1945 byl osadou obce Březí u Týna nad Vltavou, ale v letech 1945–1975 byly uváděny znovu jako obec, se kterým patřily nejprve do okresu Týn nad Vltavou, ale od roku 1960 v okrese České Budějovice. Od 1. ledna 1976 do 30. června 1985 byly znovu částí obce Březí u Týna nad Vltavou v okrese České Budějovice. Od 1. července 1985 jsou částí obce Temelín v okrese České Budějovice. V letech 1850–1881 k obci patřil Knín.

## Doprava
Přes Litoradlice vede silnice III/12221 a cyklotrasa č. 1079 Hluboká nad Vltavou – Týn nad Vltavou.

## Pamětihodnosti
Kulturními památkami v Litoradlicích jsou:
- Pravěké a raně středověké hradiště Na Hradu ze starší doby železné[22]
- Pět mohylníků
- Hraniční kámen – schwarzenberský mezník; v roce 1973 již nebyl nalezen.[23]

## Osobnosti
- Adolf Rodler (1843–1912), římskokatolický kněz, publicista a politik, se narodil v domě čp. 10 (litoradlická myslivna).[24]